# Алва (царство)
Алва, также известная как Алодия (греч. Aρουα, Ароуа; араб. علوة‎, Алва) — древнеафриканское христианское (монофизитское) государство, располагавшееся на территории современного центрального и южного Судана. Его столицей был город Соба, расположенный недалеко от современного Хартума на слиянии рек Голубой и Белый Нил.
Образовавшееся в результате распада Мероитского царства, примерно в 350 году н. э., Алодия впервые упоминается в исторических записях в 569 году. Это было последнее из трех нубийских царств, принявших христианство в 580 году после Нобатии и Мукурры. Возможно, она достигла своего наибольшего величия в IX—XII веках, когда, как показывают записи, она превосходила своего северного соседа, Макурию, с которой поддерживала тесные династические связи, по размерам, военной мощи и экономическому процветанию. Будучи большим, многокультурным государством, Алодия управлялась могущественным царем и назначенными им губернаторами провинций. Столица Соба, описанная как город «обширных жилищ и церквей, полных золота и садов», процветала как торговый центр. Товары прибывали из Макурии, Ближнего Востока, Западной Африки, Индии и даже Китая. Процветала грамотность как на нубийском, так и на греческом языках.
Начиная с XII-го и особенно XIII-го века, Алодия приходила в упадок, возможно, из-за вторжений с юга, засухи и изменения торговых путей. В XIV веке страна, возможно, была разорена чумой, в то время как арабские племена начали мигрировать в долину верхнего Нила. Около 1500 Соба пала под натиском арабов либо племени Фундж. Это, вероятно, означало конец Алодии, хотя некоторые суданские устные традиции утверждали, что она сохранилась в форме царства Фазугли в пределах эфиопско-суданских пограничных земель. После уничтожения Собы племя Фундж учредило султанат Сеннар, положив начало периоду исламизации и арабизации.

## История
Алва является наименее изученным из трёх средневековых нубийских государств, поэтому свидетельства очень скудны. Большая часть того, что известно о нём, исходит от горстки средневековых арабских историков. Наиболее важными из них являются исламские географы аль-Якуби (X-й век), Ибн Хаукаль и аль-Асвани (X-й век), которые оба посетили страну, и египтянин Абу аль-Макарим (XII-й век). События вокруг христианизации царства в VI-м веке были описаны современником тех событий епископом Иоанном Эфесским, в различных постсредневековых суданских источниках говорится о его падении. Аль-Асвани отметил, что он общался с нубийским историком, который был «хорошо знаком со страной Алва», но никаких средневековых нубийских историографических работ ещё не было обнаружено.
В то время как многие алодийские памятники известны, только столица Соба была широко раскопана. Часть этого участка была раскопана в начале 1950-х годов, дальнейшие раскопки проводились в 1980-х и 1990-х годах. Новый междисциплинарный исследовательский проект планируется начать в конце 2019 года. Соба имеет площадь около 2,75 км² (1,06 кв. милю) и покрыта многочисленными насыпями кирпичного щебня, ранее принадлежавшего монументальным сооружениям. Открытия, сделанные до сих пор, включают в себя несколько церквей, дворец, кладбища и многочисленные мелкие находки.

### Происхождение
Название Алодия может быть достаточно древним, возможно, впервые появившись как Алут на Кушитской стеле в конце IV века до н. э. Алодия снова появляется как Алва в списке Кушитских городов римского автора Плиния Старшего (I век н. э.), который был расположен к югу от Мероэ. Другой город, названный Алва, упоминается в аксумской надписи IV-го века, на этот раз он располагался недалеко от слияния рек Нила и Атбары.
К началу IV века царство Куш, которое раньше контролировало большую часть речных берегов Судана, пришло в упадок, и нубийцы (носители нубийских языков) начали селиться в долине Нила. Первоначально они жили к западу от Нила, но изменения климата вынудили их двигаться на восток, что привело к конфликтам с кушитами, по крайней мере, с I-го века до н. э.. В середине IV века нубийцы заняли большую часть территории, некогда контролируемой Кушем, в то время как она была ограничена северными пределами Бутаны. В аксумской надписи упоминается, что воинственные нубийцы также угрожали границам Аксумского царства к северу от реки Тэкэзе, что привело к аксумской экспедиции. В ней описывается поражение нубийцев от войск аксумитов и последующий поход к слиянию Нила и Атбары. Там аксумиты разграбили несколько кушитских городов, в том числе и Алву.
Алва появилась в IV веке в результате распада Мероитского царства и было его прямым наследником. Другими осколками Мероитской державы были Макурия и Нобатия. Археологические данные свидетельствуют о том, что царство Куш прекратило свое существование в середине IV века. Неизвестно, сыграли ли аксумские экспедиции непосредственную роль в его падении. Вполне вероятно, что присутствие аксумитов в Нубии было недолгим. В конечном счете в регионе развивались региональные центры, правящие элиты которых были погребены в больших курганах. Такие курганы, в пределах того, что станет Алодией, известны из Эль-Хобаги, Джебель-Киси и, возможно, Джебель-Аулии. Раскопанные курганы Эль-Хобаги, как известно, относятся к концу IV века и содержат набор оружия, имитирующего кушитские царские погребальные ритуалы. Между тем многие кушитские храмы и поселения, в том числе бывшая столица Мероэ, похоже были в основном заброшены. Сами кушиты были поглощены нубийцами, а их язык был заменен нубийским.
Как возникло царство Алодия, неизвестно. Его формирование было завершено к середине VI века, когда оно, как говорят, существовало наряду с другими нубийскими царствами Нобатия и Макурия на севере. Соба, которая к VI веку превратилась в крупный городской центр, служила его столицей. В 569 году впервые упоминается царство Алодия, описанное Иоанном Эфесским как царство на пороге христианизации. Существование этого царства также подтверждается греческим документом конца VI века из византийского Египта, описывающим продажу алодской рабыни.

### Христианизация и пик развития
В рассказе Иоанна Эфесского подробно описываются события, связанные с христианизацией Алвы. Будучи самым южным из трёх нубийских царств, Алва была последней страной, принявшей христианство. По словам Иоанна, царь Алвы узнал об обращении Нобатии в христианство в 543 году и попросил его правителя прислать ему епископа, который также крестил бы его народ. Просьба была удовлетворена в 580 году, и ко двору царя Алвы был послан епископ Лонгин, что привело к крещению царя, его семьи и местной знати. Таким образом, Алва стала частью христианского мира под управлением Коптского патриарха в Александрии. После обращения в христианство несколько языческих храмов, таких как храм Аль-Мусауварат ас-Суфра, были превращены в церкви. Степень и скорость, с которой христианство распространилось среди населения Алвы, неизвестны. Несмотря на обращение знати в христианство, вполне вероятно, что христианизация сельского населения происходила очень медленно, если вообще происходила. Отчёт Иоанна Эфесского также указывает на напряжённость в отношениях между Алвой и Муккурой. Несколько крепостей к северу от слияния двух рек недавно были датированы этим периодом. Однако их оккупация продолжалась не более VII века, что позволяет предположить, что муккуро-алвский конфликт вскоре был урегулирован.
Между 639 и 641 годами арабы-мусульмане завоевали Египет у Римской империи. Муккура, которая к этому времени была объединена с Нобатией, отразила два последующих мусульманских вторжения, одно в 642 году, а другое в 652 году. Впоследствии Муккура и арабы согласились подписать Бакт – мирный договор, который предусматривал ежегодный обмен подарками и социально-экономические права между арабами и нубийцами. Алва была прямо упомянута в договоре как не затронутая им территория. Хотя арабам не удалось завоевать Нубию, они начали селиться вдоль западного побережья Красного моря. Они основали портовые города Айдхаб и Бади в VII веке и Суакин, впервые упомянутый в X веке. Начиная с IX века, они продвинулись вглубь страны, поселившись среди племён народа беджа по всей Восточной пустыне. Арабское влияние оставалось ограниченным восточным берегом Нила вплоть до XIV века.
Основываясь на археологических находках, было высказано предположение, что столица Алвы Соба достигла своего пика развития между IX-м и XII-м веками. В IX веке Алва была впервые, хотя и кратко, описана арабским историком аль-Якуби. В его кратком рассказе говорится, что Алва является самым сильным из двух нубийских царств, поскольку для пересечения этой страны требуется три месяца. Он также отметил, что мусульмане иногда посещали её.
Столетие спустя, в середине X-го века, Алву посетил путешественник и историк Ибн Хавкал, в результате чего был составлен наиболее полный из известных отчётов о государстве. Он довольно подробно описал географию и население Алвы, описав его как большое полиэтническое государство. Он также отметил, что процветание государства основывается на наличии «непрерывной цепочки деревень и полосы возделываемых земель». Когда прибыл Ибн Хавкал, правящим царём был Евсевий, которому после его смерти наследовал его племянник Стефан. Другим алвским царём этого периода был Давид, о котором известно по надгробию в Собе. Первоначально его правление датировалось 999–1015 годами, но теперь, исходя из палеографических данных, оно датируется более широко – IX-м или X-м веками.
Сообщение Ибн Хаукаля, описывающее географию Алвы, было в значительной степени подтверждено аль-Асвани, послом Фатимидов, направленным в Муккуру, который затем отправился в Алву. В соответствии с описанием аль-Якуби, сделанным 100 годами ранее, Алва была отмечена как более могущественная страна, чем Муккура, более обширная и имеющая большую армию. Столица Соба была процветающим городом с «прекрасными зданиями, обширными жилищами и церквями, полными золота, и садами», а также с большим мусульманским кварталом.
Абу аль-Макарим (XII век) был последним историком, который подробно описал Алву. Её всё ещё описывали как большое христианское государство, в котором насчитывалось около 400 церквей. Особенно большая и прекрасно построенная церковь находилась в Собе и называлась «Церковь Манбали». В арабских письмах XII века из Каср-Ибрима упоминаются два алвских царя, Василий и Павел.
Есть свидетельства того, что в определенные периоды между алвской и муккурской царскими семьями существовали тесные отношения. Вполне возможно, что трон часто переходил к царю, чей отец происходил из правящей семьи другого государства. Нубиолог Влодзимеж Годлевский утверждает, что именно при муккурском царе Меркурии (начало VIII века) два царства начали сближаться друг с другом. В 943 году аль Масуди писал, что Алвой правил муккурский царь, в то время как Ибн Хаукаль писал, что всё было наоборот. В XI веке в искусстве Муккурии появилась новая царская корона; было высказано предположение, что это произошло от алвского двора. Царь Моисей Георгий, который, как известно, правил в Муккурии во второй половине XII века, скорее всего, правил обоими царствами посредством личного союза. Учитывая, что в его царском титуле («царь Аруадов и Макуритаев») Алва упоминается перед Муккурой, он, возможно, изначально был царём Алвы.

### Упадок
Археологические находки в Собе указывают на упадок города, а следовательно, и, возможно, царства Алвы, начиная с XII века. По состоянию на 1300 год упадок Алодии значительно усиливается. В Собе не было обнаружено керамических или стеклянных изделий, датируемых XIII веком. Две церкви, по-видимому, были разрушены в XIII веке, хотя вскоре после этого они были восстановлены. Было высказано предположение, что Алва подверглась нападению африканского, возможно, нилотского, народа по названию дамадим, который происходил из пограничного региона современного Судана и Южного Судана, расположенного вдоль реки Эль-Газаль. Согласно географу Ибн Саиду аль-Магриби, они напали на Нубию в 1220 году. Возможно, в этот период на короткое время была завоёвана Соба, которая пострадала от оккупации и разрушений. В конце XIII века произошло ещё одно вторжение неизвестного народа с юга. В тот же период поэт аль-Харрани писал, что столица Алвы теперь называется «Вайлула», которая описывается как «очень большая» и «построенная на западном берегу Нила». В начале XIV века географ Шамсуддин ад-Димашки писал, что столицей было место под названием Куша, расположенная далеко от Нила, где воду приходилось добывать из колодцев. На современной итало-майоркской карте Дульсерта изображены как Алодия («Coale»), так и Соба («Sobaa»).
Экономические факторы, по-видимому, также сыграли свою роль в упадке Алвы. В X–XII веках на восточноафриканском побережье возникли новые торговые города, такие как Килва. Они были прямыми торговыми конкурентами, поскольку экспортировали аналогичные товары в Нубию. Период сильных засух, имевший место в странах Африки к югу от Сахары между 1150 и 1500 годами, также повлиял на экономику Нубии. Археоботанические данные из Собы свидетельствуют о том, что город пострадал от чрезмерного выпаса скота и чрезмерной культивации.
К 1276 году аль-Абваб, ранее считавшийся самой северной провинцией Алвы, был зарегистрирован как независимое отколовшееся княжество, правившее обширными территориями. Точные обстоятельства его отделения и его отношения с Алвой после этого остаются неизвестными. На основании находок керамики было высказано предположение, что аль-Абваб продолжал процветать вплоть до XV-го и, возможно, даже до XVI-го века. В 1286 году мамлюкский принц отправил гонцов к нескольким правителям центрального Судана. Неясно, подчинялись ли они всё ещё царю в Собе или были независимыми, что подразумевает раздробление Алвы на множество мелких государств к концу XIII века. В 1317 году экспедиция мамлюков преследовала арабских разбойников до Кассалы в Таке (одном из регионов, куда в 1286 году прибыл посланец мамлюков), а на обратном пути прошла через аль-Абваб и Муккуру.
В XIV-м и XV-м веках большая часть территории нынешнего Судана была захвачена арабскими племенами, в то время как султанат Адаль оказывал некоторое влияние на территорию вокруг Суакина. Бедуины, возможно, извлекли выгоду из эпидемии, которая, как предполагают, опустошила Нубию в середине XIV века, убив многих оседлых нубийцев, но не затронув арабов-кочевников. Затем они постепенно захватывали контроль над землёй и людьми, извлекая огромную выгоду из своей многочисленности. Первое зарегистрированное переселение арабов в Нубию датируется 1324 годом. Именно распад Муккуры в конце XIV века, по словам археолога Уильяма Ю. Адамса, привёл к тому, что «ворота потопа широко распахнулись». Многие, первоначально прибывшие из Египта, следовали по течению Нила, пока не достигли Эд-Деббы. Отсюда они направились на запад, чтобы пройти вдоль вади Аль-Малик, чтобы добраться до Дарфура или Кордофана. Алва, в частности Бутана и Гезира, были мишенью тех арабов, которые веками жили среди беджа в Восточной пустыне.
Первоначально государству удавалось осуществлять контроль над некоторыми из вновь прибывших арабских племён, заставляя их платить дань. Ситуация становилась всё более опасной по мере того, как прибывало всё больше арабов. Ко второй половине XV века арабы заселили всю центральную часть суданской долины Нила, за исключением района вокруг Собы, который был всем, что осталось от владений Алвы. В 1474 году было зафиксировано, что арабы основали город Арбая на Голубом Ниле, который быстро превратился в важный центр торговли и исламского обучения. Примерно в 1500 году было зафиксировано, что нубийцы находились в состоянии полной политической раздробленности, поскольку у них не было царя, но 150 независимых княжеств располагались вокруг замков по обе стороны Нила. Археологические исследования свидетельствуют, что к этому времени Соба переживала значительный упадок.

### Падение
Большинство современных учёных сходятся во мнении, что Алва была уничтожена арабами под предводительством Абдаллаха Джаммаха. Абдаллах Джаммах («Абдаллах-собиратель»), одноименный предок суданского племени Абдаллаб, был арабом из племени Руфа, который, согласно суданским традициям, поселился в долине реки Нил после прихода с востока. Он укрепил свою власть и основал свою столицу в Керри, к северу от слияния двух рек в Нил. Тем не менее, он смог собрать арабские племена, чтобы выступить против так называемой алодийской «тирании», имея ввиду недопустимость проживания мусульман под христианским правлением. Арабы-мусульмане больше не признавали ни правления христианского царя, ни его налогообложения. Под руководством Абдаллаха в 1506 году Алва пала, а её столица Соба разграблена и разрушена, в результате войны была захвачена богатая добыча, в том числе царская диадема «корона, украшенная драгоценными камнями» и «знаменитое ожерелье из жемчуга и рубинов».
Согласно другой истории, зафиксированной в старых документах из Шенди, Соба была разрушена Абдаллахом Джаммахом в 1509 году после того, как уже подвергалась нападению в 1474 году. Утверждается, что идея объединить арабов против Алвы уже приходила в голову одному эмиру, жившему между 1439 и 1459 годами. С этой целью он переселился из Бара в Кордофане в горы близ Эд-Дуэйма на Белом Ниле. При его внуке, эмире Хумайдане, был пересечён Белый Нил. Там он встретился с другими арабскими племенами и напал на Алодию. Царь Алодии был убит, но «патриарху», вероятно, архиепископу Собы, удалось бежать. Вскоре он вернулся в Собу, где был коронован новый царь и собрана армия из нубийцев, беджа и абиссинцев, чтобы бороться с вторжением. Тем временем арабский союз был близок к распаду, но Абдаллах Джаммах объединил их, а также заключил союз с вождём фунджа Амарой Дункасом. Вместе они в конце концов победили и убили патриарха, после чего сравняли Собу с землей и поработили её население.
«Хроника Фунджа», история султаната Сеннар, написанная несколькими авторами, составленная в XIX веке, приписывает разрушение Алвы султану Амаре Дунка; он также был в союзе с Абдаллахой Джаммахой. Это нападение в хронике датируется 9-м веком после Хиджры (около 1396–1494 годов). Впоследствии Соба, как говорят, служила столицей племени фундж до основания Сеннара в 1504 году. В «Табакат Дайфаллах» или Истории суфизма в Судане (около 1700 года), кратко упоминается, что племя фундж атаковало и разгромило «королевство нуба» в 1504–1505 годах, хотя современные учёные склонны в этом сомневаться .

## Наследие
Историк Джей Сполдинг писал, что падение Собы не обязательно означало конец самой Алвы. По словам еврейского путешественника Давида Реувени, посетившего страну в 1523 году, на восточном берегу Голубого Нила всё ещё существовало «Королевство Соба», хотя он недвусмысленно отмечал, что сама Соба находится в руинах. Это соответствует устным преданиям из верховьев Голубого Нила, которые утверждают, что Алва пережила падение Собы и всё ещё существовала вдоль Голубого Нила. Оно постепенно отступило в горы Фазугли на границе Эфиопии и Судана, образовав царство Фазугли. Недавние раскопки в западной Эфиопии подтверждают теорию о миграции алодийцев. В конце концов, в 1685 году фунджи завоевали Фазугли, и его население, известное как хамадж, стало основной частью Сеннара, в конечном итоге захватившее власть в 1761–1762 годах. Ещё в 1930 году жители деревень хамаджей в южной Гезире клялись, что «Соба – дом моих дедов и бабушек, который я построил, может заставить камень плавать, а ватный тампон тонуть».
В 1504–1505 годах племя фундж основала султанат Сеннар, включив в него владения Абдаллаха Джаммаха, что, согласно некоторым традициям, произошло после битвы, в которой Амара Дунка одержал над ним победу. Сеннар сохранил некоторые средневековые нубийские обычаи, такие как ношение корон с элементами, напоминающими бычьи рога, которые назывались «такия ум карнейн». Бритьё головы султану при его коронации и, согласно Джею Сполдингу, обычай растить принцев отдельно от их матерей, в условиях строгого заточения.
После падения Алвы произошла массовая арабизация населения, и деградация общественного строя нубийцев, которые приняли племенной строй арабских захватчиков. Те, кто жил вдоль Нила между аль-Даббой на севере и слиянием двух рек на юге, были объединены в племя Джаалин. К востоку, западу и югу от Джаалина в стране теперь доминировали племена, претендующие на происхождение от племени Джухайна. В районе Собы преобладало племя Абдаллаб. На нубийском языке говорили в центральном Судане до XIX-го века, когда он был заменён арабским. В суданском арабском языке сохранилось много слов нубийского происхождения, а нубийские географические названия можно найти далеко на юге, вплоть до провинции Голубой Нил.
Судьба христианства в регионе остается в значительной степени неясной. Церковные институты рухнули бы вместе с падением государства, что привело бы к упадку христианской веры и торжеству ислама на её месте. Исламизированные группы из северной Нубии начали обращать в свою веру местных жителей Гезиры. Ещё в 1523 году султан Амара Дунка, который первоначально был язычником или номинальным христианином, был записан как мусульманин. Тем не менее, в XVI веке большая часть нубийцев были христианами. Путешественник, посетивший Нубию около 1500 года, подтверждает это, а также говорит, что нубийцам настолько не хватало христианского образования, что они ничего не знали о вере. В 1520 году послы нубийцев прибыли в Эфиопию и обратились к императору с прошением прислать им священников. Они утверждали, что больше ни один священник не может добраться до Нубии из-за войн между мусульманами, которые привели к упадку христианство на их земле. Датированное радиоуглеродным методом христианское захоронение в Гейли к югу от 6-го порога также относится к XVI веку. В первой половине XVII века в пророчестве, сделанном суданским шейхом Идрисом Вад аль-Арбабом, упоминалась церковь в горах Нуба. Ещё в начале 1770-х годов считалось, что в районе эфиопско-суданской границы существовало христианское княжество, называется Шайра. Апотропейные ритуалы, происходящие из христианской практики, пережили обращение в ислам. Ещё в XX веке несколько практик, несомненно христианского происхождения, были распространены, хотя, конечно, не повсеместно, в Омдурмане, Гезире и Кордофане, обычно связанных с ношением крестов на людях и предметах.
Соба, которая оставалась населённой, по крайней мере, до начала XVII-го века, служила, наряду со многими другими разрушенными алодийскими памятниками, постоянным источником кирпича и камней для близлежащих святилищ Кубба, посвященных суфийским деятелям. В начале XIX-го века многие из оставшихся кирпичей в Собе были использованы для строительства Хартума, новой столицы Египетского Судана.

## Управление
Хотя информация об управлении Алвы скудна, оно, вероятно, было похоже на правительство Муккуры. Главой государства был царь, который, согласно аль-Асвани, правил как абсолютный монарх. Согласно записям, он мог по своему желанию обратить в рабство любого из своих подданных, которые не возражали против его решения, а падали ниц перед ним. Как и в Муккуре, наследование трона осуществлялось по матрилинейной линии: трон наследовал сын сестры царя, а не его сын. Там могут быть доказательства существования передвижного царского двора, хотя достоверность перевода первоисточника, Абу аль-Макарима, не установлена. Известно, что подобные передвижные суды существовали в раннем султанате Сеннар, Эфиопии и Дарфуре.
Государство было разделено на несколько провинций, находившихся под суверенитетом Собы. По-видимому, этими провинциями управляли представители царя. Аль-Асвани заявил, что губернатор северной провинции аль-Абваб назначался царём. Это было похоже на то, что записал Ибн Хаукаль для региона дельты реки Гаш, которым управлял назначенный арабофон (говорящий по арабски). В 1286 году эмиссары мамлюков были направлены к нескольким правителям центрального Судана. Неясно, были ли эти правители на самом деле независимыми или они по-прежнему подчинялись царю Алвы. Если бы дело обстояло в последнем случае, это дало бы представление о территориальной организации царства. «Сагиб» аль-Абваба, несомненно, был независимым. Помимо аль-Абваба, упоминаются следующие регионы: Аль-Анаг (возможно, Фазугли); Ари; Барах; Бефал; Данфу; Кедру (возможно, в честь Кадеро, деревни к северу от Хартума); Керса (Гезира); и Така (область вокруг дельты реки Гаш).
Государство и церковь были тесно переплетены в Алве, и алодийские цари, вероятно, служили её покровителями. В коптских документах, проверенных Иоганном Михаэлем Ванслебом в конце XVII века, перечислены следующие епархии в Алве: Ародиас, Борра, Гагара, Мартин, Банази и Менкеса. Ародиас может относиться к епархии с центром в Собе. Епископы подчинялись коптскому патриарху в Александрии.
У Алвы, возможно, была постоянная армия, в которой кавалерия, вероятно, олицетворяла силу и власть в глубинках. Из-за своей скорости лошади также были важны для связи, обеспечивая быструю курьерскую службу между столицей и провинциями. Помимо лошадей, лодки также играли центральную роль в транспортной инфраструктуре.
| Имя            | Время правления       | Комментарий |
| -------------- | --------------------- | --- |
| Георгий        | ?                     | Запечатлён на надписи в Собе. |
| Давид          | IX или X век          | Запись сделана на его надгробии в Собе. Первоначально считалось, что он правил с 999 по 1015 год, но теперь предполагается, что он жил в IX/X веках. |
| Евсевий        | 938–955 годы          | Упоминается Ибн Хаукалем. |
| Стефан         | около 955 года        | Упоминается Ибн Хаукалем. |
| Моисей Георгий | около 1155–1190 годов | Совместный правитель Макурии и Алодии. Записано на письмах из Каср-Ибрима и граффити из Фараса.                                                      |
| Василий        | XII век               | Записано арабским письмом из Каср Ибрима и граффити из Мероэ(?).                                                                                     |
| Павел          | XII век               | Записано арабским письмом из Каср Ибрима. |

## Культура

### Язык
Хотя Алва была полиэтнической и, следовательно, полиязычной, по сути, это было нубийское государство, большинство населения которого говорило на нубийском языке. Основываясь на нескольких надписях, найденных на территории Алвы, было высказано предположение, что алодийцы говорили на диалекте, отличном от диалекта древненубийского языка северной Нубии, получившего название алван-нубийский. Это предположение основывается главным образом на письменности, используемой в этих надписях, которая, хотя и основана на греческом алфавите, отличается от используемой в Муккуре тем, что в ней не используются коптские диакритические знаки, а вместо них используются специальные символы, основанные на мероитских иероглифах. Однако, в конечном счёте, классификация этого языка и его связь с древненубийским ещё предстоит уточнить. Вероятно, что этот язык вымер в середине XIX века, когда его заменил арабский. Несколько путешественников XIX века сообщали, что на донголави или близкородственном диалекте нубийского всё ещё говорили на юге до 5-го порога, если не дальше.
Хотя использовался греческий язык, престижный сакральный язык, на нём, по-видимому, не говорили. Примером использования греческого языка в Алве является надгробие царя Давида из Собы, где надпись написана с вполне правильной грамматикой. Аль-Асвани отметил, что религиозные книги были написаны на греческом, а затем были переведены на нубийский. Христианская служба также совершалась на греческом языке. Коптский язык, вероятно, использовался для общения с патриархом Александрии, но письменных коптских памятников очень мало.
Помимо нубийского, в царстве было распространено множество других языков. В Нубийских горах несколько кордофанских языков встречаются вместе с горнонубийскими диалектами. Выше по течению Голубого Нила распространены восточносуданские языки, такие как берта или гумуз. На восточных территориях жили беджа, которые говорят на своём собственном кушитском языке, а также арабский и тигре.

### Церковная архитектура
На всей территории бывшего государства зарегистрировано около 400 церквей; местонахождение большинства из них ещё предстоит установить. На данный момент идентифицировано только семь, которые имеют простые названия: церковь «А», «Б», «В», «Г», церковь «Курган С» в Собе, церковь в Сакади и храм-церковь в Мусавварат ас-Суфра. Гипотетическая церковь была недавно обнаружена в Абу-Эртейле в западной Бутане. Церкви «А»–«С», а также церковь «Курган С» были базиликами, сравнимыми с крупнейшими макурийскими церквями. Церковь Сакади была построена на ранее существовавшем сооружении. Церковь «Е» и церковь Мусавварат эс-Суфра были обычными церквями. Таким образом, известные алодийские молитвенные дома можно разделить на три класса.
На «Кургане Б» в Собе находился отдельный комплекс из трёх церквей А, Б и В. Церкви А и Б, обе, вероятно, построенные в середине IX века, были большими зданиями, первое из которых имело размеры 28 м × 24,5 м, а второе 27 м × 22,5 м. Церковь В была намного меньше и построена после двух других церквей, вероятно, около 900 года. У трёх церквей было много общего, в том числе наличие притвора, широких входов по главной оси восток-запад и кафедры на северной стороне нефа. Различия очевидны в толщине использованного кирпича. В церкви В отсутствовали внешние нефы. Представляется вероятным, что комплекс был церковным центром Собы, если не всего государства.
Церковь Д, расположенная на естественной горе, имела размеры 16,4 × 10,6 м, и, как и все строения из красного кирпича в Собе, была сильно разграблена. Её планировка была необычной, например, притвор имел Г-образную форму. Крышу поддерживали деревянные балки, опирающиеся на каменные пьедесталы. Внутренние стены были покрыты окрашенной в белый цвет глиной; внешние стены были отделаны белым известковым раствором.
Церковь «Курган В», возможно, старейшая из церквей Собы, была около 13,5 м в длину. Это была единственная известная алодийская церковь с каменными колоннами. От неё почти ничего не осталось, а стены, вероятно, сложенные из красного кирпича, полностью исчезли. Были отмечены пять капителей, относящихся к стилю, который появился в Нубии на рубеже VIII века.
Церковь в Мусавварат ас-Суфра, называемая «Храм III А», первоначально была языческим храмом, но была преобразована в церковь, вероятно, вскоре после обращения царя в христианство в 580 году. Он был прямоугольным и слегка перекошенным, его размеры составляли 8,6 м–8,8 м × 7,4 м–7,6 м. Он был разделён на одну большую и три маленькие комнаты. Крыша неопределенной формы поддерживалась деревянными балками. Несмотря на то, что изначально это был кушитский храм, он всё ещё имел сходство со специально построенными церквями, например, имеет вход как с северной, так и с южной стороны.
Самая южная из известных нубийских церквей находилась в Сакади. Здание из красного кирпича было встроено на ранее существовавшем здании неизвестной природы. В ней был неф, в который выступали две Г-образные стены, и по меньшей мере два прохода с прямоугольными кирпичными простенками между ними, а также ряд, возможно, из трёх комнат в западном конце, что было типично для нубийцев.
На нубийскую церковную архитектуру большое влияние оказали памятники Египта, Сирии и Армении. Расположение комплекса «Курган Б» может отражать ромейское влияние. Отношения между церковной архитектурой Макурии и Алодии остаются неопределенными. Что кажется очевидным, так это то, что в алодийских церквях отсутствовали восточные входы и трибуны, характерные для церквей северной Нубии. Кроме того, в алодийских церквях использовалось больше дерева. Сходство со средневековой эфиопской церковной архитектурой найти сложнее, совпадают лишь некоторые детали.

### Керамика
В средневековой Нубии керамика и её украшения ценились как отдельный вид искусства. До VII века наиболее распространенным типом керамики, найденным в Собе, была так называемая «красная посуда». Эти полусферические чаши в форме колёс были изготовлены из красного или оранжевого шликера и были расписаны отдельными мотивами, такими как коробки с внутренней поперечной штриховкой, стилизованные цветочные мотивы или кресты. Контуры мотивов были выполнены чёрным цветом, а внутренняя поверхность была белой. По своему дизайну они являются прямым продолжением кушитского стиля с возможным влиянием аксумской Эфиопии. Из-за их относительной редкости было высказано предположение, что они были импортированы, хотя они имеют сходство с керамикой, известной как «Посуда Соба», которая пришла им на смену.
«Посуда Собы» была разновидностью керамики, изготовленной на колёсах, с характерным орнаментом, сильно отличающимся от тех, что встречаются в остальной части Нубии. Форма керамики была разнообразной, как и разнообразие расписных украшений. Одной из самых отличительных особенностей было использование лиц в качестве декоративных элементов. Они были упрощенными, если не сказать геометрическими, по форме и с большими круглыми глазами. Этот стиль чужд Макурии и Египту, но имеет сходство с картинами и рукописями из Эфиопии. Возможно, гончары скопировали эти мотивы с местных церковных росписей. Также уникальным было применение выступов в форме животных (протомов). Также изготавливались глазурованные сосуды, копировавшие персидские акваманилы, но не достигавшие их качества. Начиная с IX века, «Посуда Собы» всё чаще заменялась изысканной посудой, импортируемой из Макурии.

## Экономика

### Сельское хозяйство
Алва находилась в поясе саванн, что давало ей экономическое преимущество перед её северным соседом Макурией. Согласно аль-Асвани, «продовольствие страны Алва и её царя» поступало из Керсы, которая отождествлялась с Гезирой. К северу от слияния двух рек сельское хозяйство ограничивалось фермами вдоль реки, орошаемыми с помощью таких устройств, как колодец-журавль или более утонченный чигирь. Крестьянские дворы Гезиры извлекали выгоду из достаточного количества осадков, чтобы сделать выращивание сельскохозяйственных культур с помощью дождевых осадков основой экономики. Археологические находки позволили получить представление о типах продуктов питания, выращиваемых и потребляемых в Алве. В Собе основным злаком было сорго, хотя, как известно, также употреблялись ячмень и пшено. Аль-Асвани отметил, что сорго использовалось для приготовления пива, и сказал, что виноградники в Алвы были довольно редки по сравнению с Макурией. Есть археологические свидетельства о винограде. Согласно аль-Идриси, здесь также выращивали лук, хрен, огурцы, арбузы и рапс, но в Собе ничего найдено не было. Вместо этого были обнаружены инжир, плоды акации, плоды пальмы дум и финики.
Одну часть сельского хозяйства Алвы составляли оседлые крестьяне, другую кочевники, занимавшиеся животноводством. Отношения между этими двумя группами были симбиотическими, что приводило к обмену товарами. Аль-Асвани писал, что говядина была в изобилии в Алве, что он приписывал обильным пастбищам. Археологические находки из Собы свидетельствуют о том, что крупный рогатый скот был там востребован, за ними следовали овцы и козы. Вероятно, в Собе также разводили кур, хотя имеющиеся археологические доказательства очень ограничены, вероятно, из-за хрупкости птичьих костей. Останки свиней не были идентифицированы. Были обнаружены останки верблюдов, но ни на одном из них не было следов бойни. Рыбалка и охота вносили лишь незначительный вклад в общий рацион Собы.

### Торговля
Торговля была важным источником дохода для жителей Алвы. Соба служила торговым центром, через который проходили торговые пути север-юг и восток-запад; товары прибывали в государство из Макурии, Ближнего Востока, Западной Африки, Индии и Китая. Торговля с Макурией, вероятно, велась через пустыню Байуда, следуя по Вади Абу Дом или Вади Мукаддам, в то время как другой маршрут проходил из окрестностей Абу Хамада в Короско в Нижней Нубии. Маршрут, ведущий на восток, начинался в районе Бербера, недалеко от слияния Нила и Атбары, и заканчивался в Бади, Суакине и Дахлаке. Купец Бенджамин из Туделы упоминает маршрут, ведущий на запад, из Алвы в Зувилу в Феццане. Археологические свидетельства торговли с Эфиопией практически отсутствуют, хотя на торговые отношения указывают и другие свидетельства. Торговлей с внешним миром занимались преимущественно арабские купцы. Было зафиксировано, что мусульманские купцы пересекали Нубию, некоторые из них жили в районе Собы.
Экспорт из Алвы, вероятно, включал сырьё, такое как золото, слоновая кость, соль и другие тропические товары, а также шкуры. Согласно устной традиции, арабские купцы приезжали в Алву продавать шёлк и текстиль, получая взамен бусы, слоновьи зубы и кожу. В Собе были найдены шёлк и лён, которые, вероятно, были привезены из Египта. Большая часть найденного там стекла также было импортиртным. Вениамин из Туделы утверждал, что купцы, путешествовавшие из Алодии в Зувилу, везли шкуры, пшеницу, фрукты, бобовые и соль, по возвращении они перевозили золото и драгоценные камни. Считается, что Нубия также продавала рабов. Адамс утверждает, что Алва была специализированным государством, занимавшимся работорговлей, которое эксплуатировало языческое население на западе и юге. Свидетельства регулируемой работорговли очень ограниченны. Такие свидетельства начинают появляться только с XVI-го века, после падения христианских царств.

## Комментарии
1. ↑  кордофанские языки; различные восточносуданские языки использующихся в верхней долине Голубого Нила (например берта); арабский язык; беджа[1] и тигре[2]
2. ↑  В 1918 году было зафиксировано, что в некоторых районах Омдурмана, Гезиры и Кордофана христианские обычаи включали нанесение крестов на лбы новорождённых или на животы больных мальчиков, а также наклеивание соломенных крестов на миски с молоком[105]. В 1927 году было зафиксировано, что вдоль Белого Нила на чашах, наполненных пшеницей, были нарисованы кресты[14]. В 1930 году было зафиксировано не только то, что молодые люди в Фазугли и Гезире разрисовывались крестами, но и то, что монеты с крестами носили для выздоровления от болезней[106]. Очень похожий обычай был известен в Нижней Нубии, где женщины носили такие монеты по особым праздникам. Вполне вероятно, что это было живое воспоминание о налоге джизья, которым облагались христиане, отказывавшиеся принимать ислам[107]. В горах Нуба также известны ритуалы обращения в христианство: кресты рисовали на лбу и груди, а также наносили на одеяла и корзины[108].
3. ↑  Африканские армии рабов, которые были размещены в Египте Тулунидами, Ихшидидами и Фатимидами, часто приводятся в качестве доказательства нубийской работорговли, но более вероятно, что эти рабы прибыли из бассейна реки Чад. (В фатимидских источниках они фигурируют как Зувайла, что указывает на их происхождение от Зувилы в Феццане.)[183]

## Другие источники
- Drzewiecki, Mariusz; Ryndziewicz, Robert. Developing a New Approach to Research at Soba, the Capital of the Medieval Kingdom of Alwa (англ.) // Archaeologies. Journal of World Archaeological Congress : journal. — 2019. — Vol. 15, no. 2. — P. 314—337. — ISSN 1935-3987. — doi:10.1007/s11759-019-09370-x.